# IC 1066
IC 1066 је спирална галаксија у сазвјежђу Дјевица која се налази на листи објеката дубоког неба у Индекс каталогу.
Деклинација објекта је + 3° 17' 46" а ректасцензија 14h 53m 2,8s. Привидна величина (магнитуда) објекта IC 1066 износи 13,5 а фотографска магнитуда 14,2. IC 1066 је још познат и под ознакама UGC 9573, MCG 1-38-9, CGCG 48-49, IRAS 14505+0330, PGC 53176.